# Dino Casadeï
Pour les articles homonymes, voir Casadeï.
Pas d'image ? Cliquez ici

a Compétitions nationales et continentales officielles uniquement.

Dernière mise à jour le 2 octobre 2024.
Dino Casadeï, né le 1er novembre 2000 à Avignon, est un joueur français de rugby à XV évoluant au poste de pilier.

## Biographie
Né le 1er novembre 2000 à Avignon, Dino Casadeï est formé à partir de 2012 au RC Châteaurenard au poste de pilier droit, où évoluait avant lui son grand-père André en tant que deuxième ligne, et aux côtés de son cousin demi d'ouverture Tom Chauvet.
Il joue par la suite avec les équipes de jeunes de l'AS Béziers de 2017 à 2019, puis celle du RC Toulon la saison suivante,.
Après une année où il est peu utilisé sous les couleurs toulonnaises, il rejoint lors de la saison 2020-2021 le centre de formation du Stade montois, où il évolue dorénavant à gauche de la première ligne, bien qu'il soit plutôt polyvalent avec l'équipe espoirs. La saison suivante, après plusieurs entraînements avec l'équipe première, il joue deux premiers match professionnels en Pro D2 au mois de janvier. En vue de la saison 2022-2023, un prêt est envisagé auprès du club voisin de l'Union sportive dacquoise, évoluant alors en Nationale afin d'acquérir du temps de jeu ; son contrat ne sera finalement pas homologué en raison de l'absence d'agrément du centre de formation dacquois, son prêt prenant fin à l'issue de la préparation estivale dacquoise.
En fin de contrat au terme de la saison 2023-2024 au cours de laquelle il est plus régulièrement appelé en feuille de match, il se voit proposer une prolongation mais est également contacté par plusieurs clubs ; il choisit finalement de s'engager avec le club voisin de l'US Dax entre temps promu en Pro D2 afin d'acquérir du temps de jeu, signant un contrat de deux saisons.

## Palmarès
- Championnat de France de 2e division :
  - Finaliste : 2022 avec le Stade montois[note 1].